# 橋本真由美 (柔道)
橋本 真由美（はしもと まゆみ）は、静岡県出身の日本の柔道家。現役時代は48kg級及び52kg級の選手。

## 人物
浜名中学2年の時に体重別選手権及び強化選手選考会の48kg級で早くも3位になった。3年の時には体重別選手権の決勝で東海大学4年の斉田己幸を破って、山口香以来史上2人目となる中学生での全国チャンピオンになった。福岡国際では準決勝で世界チャンピオンであるイギリスのカレン・ブリッグスに優勢負けするなどして5位にとどまった。
浜北西高校1年の時には強化選手選考会の決勝で水谷中学2年の鈴木若葉を破って優勝を飾った。2年の時には強化選手選考会の52kg級で3位になった。

## 主な戦績

### 48kg級での戦績
- 1982年 - 体重別選手権　3位
- 1983年 - 強化選手選考会　3位
- 1983年 - 体重別選手権　優勝
- 1983年 - 福岡国際　5位
- 1984年 - 体重別選手権　3位
- 1984年 - 強化選手選考会　優勝

### 52kg級での戦績
- 1985年 - 強化選手選考会　3位

(出典、JudoInside.com)